# Claudius Hansen
Claudius Christoffer Hansen (født 19. maj 1888 i Assens, død ?) var en dansk arkitekt. 

## Uddannelse
Tømrersvend 1906; Afgang som bygningskonstruktør fra Odense Tekniske Skolei 1909.
Dimittent til Akademiets Arkitekturskole af Gustav Vermehren, optaget i 1910 og afgang i 1917.
Medhjælper hos Gotfred Tvede (1916-18), hos Carl Petersen (1919-21). Undervisningsassistent ved Akademiets Arkitekturskole (1918-20).

## Bygninger
Medhjælper ved opførelsen af Faaborg Museum (1912). Domhus i Kolding (1917-18), sammen med Alf Cock-Clausen præmieret), udvidelse af Odense Rådhus (1938), samt Lundekrogen 3-4 i Gentofte, som udgør en del af Studiebyen.